# Naturschutzgebiet Regentalhänge zwischen Kirchenrohrbach und Zenzing
Die Regentalhänge zwischen Kirchenrohrbach und Zenzing sind ein Naturschutzgebiet bei Walderbach und Roding im Oberpfälzer Landkreis Cham in Bayern.
Das Naturschutzgebiet befindet sich 2,8 Kilometer östlich von Walderbach und von 7,3 Kilometer westlich von Roding. Es liegt im Naturpark Oberer Bayerischer Wald und ist Bestandteil des Landschaftsschutzgebietes Oberer Bayerischer Wald sowie dem deckungsgleichen Fauna-Flora-Habitat-Gebiets NSG Regentalhänge zwischen Kirchenrohrbach und Zenzing
Das 22 ha große Areal gehört zum Durchbruchstal des Regens. Es umfasst auf einer Länge von etwa 2 Kilometer dessen Nordufer sowie die daran anschließenden, weitgehend bewaldeten, südexponierten Steilhänge. Die Weiträumigkeit der naturnahen Flusslandschaft sowie die historische Nutzung der Hänge als Niederwald sind für die außerordentliche vegetationskundliche Bedeutung, für die Schönheit sowie die besondere Eigenart des Gebietes verantwortlich. Es finden sich hier charakteristische Landschaftsausschnitte mit steilen, felsigen Hügeln, Felsköpfen, Struktur- und artenreichen Hangwäldern und der daran anschließenden Flussaue.
Das Naturschutzgebiet wurde am 19. Mai 1995 unter Schutz gestellt.